# Vlag van Meppel

Vlag van de gemeente Meppel
(sinds 1998)

De vlag van Meppel is op 2 januari 1998 vastgesteld als de gemeentelijke vlag van de Drentse gemeente Meppel. De beschrijving luidt als volgt:
Een uit twee banen bestaand, horizontaal half om half verdeeld wit-groen veld. In de (bovenste) witte baan een groen klaverblad, onder aan weerszijden vergezeld van een zwarte liggende turf, met dien verstande, dat het klaverblad met turven zodanig op de witte baan geplaatst is, dat de afstand van de bovenrand van de vlag tot de bovenrand van het klaverblad gelijk is aan de afstand tussen de onderkant van de turven en de onderkant van de witte baan. Verder omrand door een rode zoom ter breedte van 3/20 deel van de hoogte van de vlag welke zoom is beladen met tien, op onderling gelijke afstanden geplaatste witte penningen, op de boven- en onderrand telkens vier en op elk der zijranden een.
De vlag bestaat uit elementen van de wapens van voormalige gemeenten Meppel en Nijeveen. De vlag heeft een rode rand en witte stippen. Het binnenste vlak wordt op haar beurt verdeeld in twee gelijke horizontale banen in de kleuren wit en groen. In de witte baan wordt aan de linkerkant een groene klaverblad tussen twee liggend zwarte blokjes afgebeeld.
Samen met de gemeente Meppel heeft de Stichting Waarborgfonds Meppel nagedacht over momenten waarop deze vlag buiten mag hangen. Tussen zonsopgang en -ondergang mag de vlag buiten hangen tijdens de feestweek in Nijeveen, het Grachtenfestival in Meppel, de Donderdag Meppeldagen en op 13 april en 5 november. Op 13 april is de jaarlijkse herdenking van de bevrijding van de gemeente Meppel tijdens de Tweede Wereldoorlog in 1945. Op 5 november 1815 kreeg Meppel stadsrechten.

## Verklaring
De rode rand en de tien witte stippen zijn afkomstig van voormalig gemeente Nijeveen en verwijst naar een historische gebeurtenis in het Kolderveen dat in de middeleeuwen een van de belangrijkste kerspels was in Zuid-Drenthe. Meppel, dat eerst tot Kolderveen behoorde, werd in 1422 een zelfstandig kerspel. Als vergoeding moest de pastoor jaarlijks tien mud rogge als belasting aan Kolderveen betalen. Aan deze verplichting werd voldaan tot in de 17e eeuw. De blokjes en het klaverblad verwijzen naar de belangrijkste bestaansbronnen van gemeente Meppel in de 19e eeuw. De blokjes staan voor de turfwinning en het klaverblad voor de landbouw.

## Voorgaande vlaggen

Vlag van Meppel
(1975-1998)

Vlag van Meppel
(voor 1975)

### Vlag van 1975
Op 3 juli 1975 nam de raad van de toenmalige gemeente Meppel een vlag aan met de volgende beschrijving:
Een uit 2 banen bestaande, horizontaal half om half verdeelde wit-groene vlag. In de (bovenste) witte baan een groen klaverblad, onder aan weerszijden vergezeld van een zwarte liggende turf, met dien verstande, dat het klaverblad met turven zodanig op de witte baan geplaatst is, dat de afstand van de bovenrand van de vlag tot de bovenrand van het klaverblad gelijk is aan de afstand tussen de onderkant van de turven en de onderkant van de witte baan.
De kleuren en de stukken waren ontleend aan het toenmalige gemeentewapen.

### Vlag van voor 1975
Voor 1975 voerde de gemeente officieus een vlag met twee even hoge banen van groen en wit. Deze kleuren waren ontleend aan het gemeentewapen.

## Verwante afbeeldingen

Wapen van Meppel vanaf 1998
Wapen van Meppel van  1955 tot 1998
Wapen van Meppel van 1819 tot 1955
Vlag van Nijeveen
Wapen van Nijeveen van 1946 tot 1998

Aa en Hunze ·
Assen ·
Borger-Odoorn ·
Coevorden ·
De Wolden ·
Emmen ·
Hoogeveen ·
Meppel ·
Midden-Drenthe ·
Noordenveld ·
Tynaarlo ·
Westerveld